# Ghisalba
Ghisalba ist eine italienische Gemeinde (comune) mit 6165 Einwohnern (Stand 31. Dezember 2023) in der Provinz Bergamo, Region Lombardei. 

## Geographie
Ghisalba liegt 13 km südöstlich der Provinzhauptstadt Bergamo und 50 km nordöstlich der Metropole Mailand und gehört zu den Gemeinden des Naturschutzgebietes Parco del Serio.
Die Nachbargemeinden sind Calcinate, Cavernago, Cologno al Serio, Martinengo, Mornico al Serio und Urgnano.

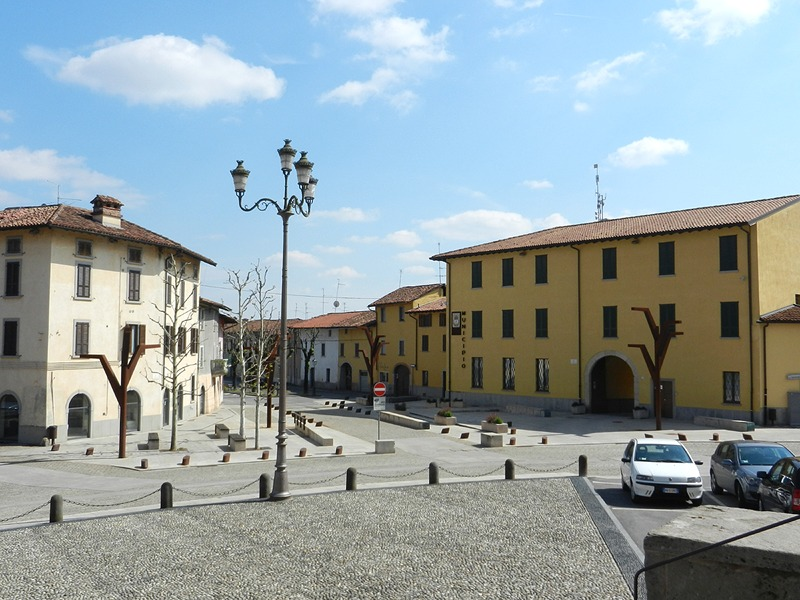
Rathaus mit Ortszentrum
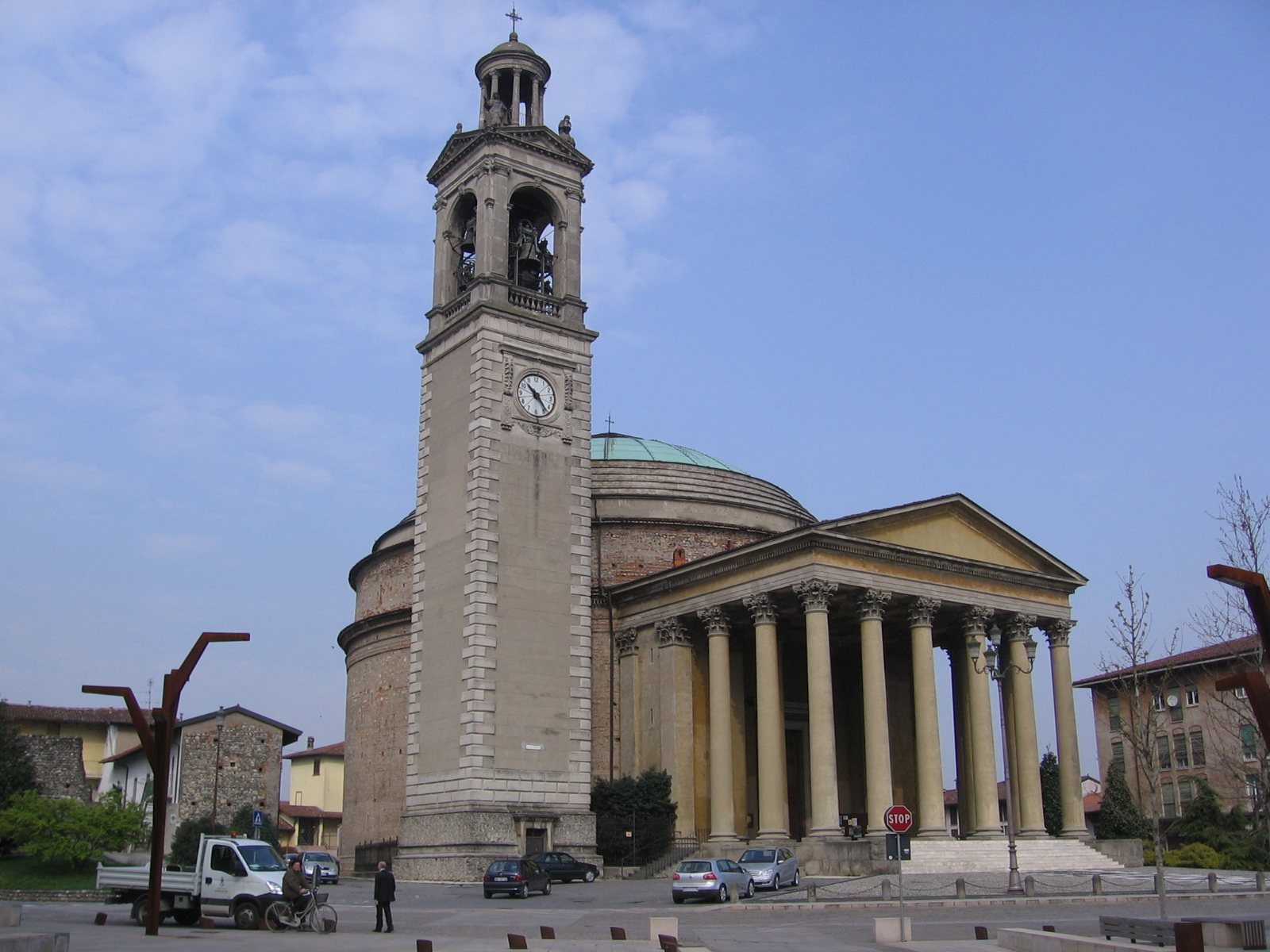
Pfarrkirche San Lorenzo Martire
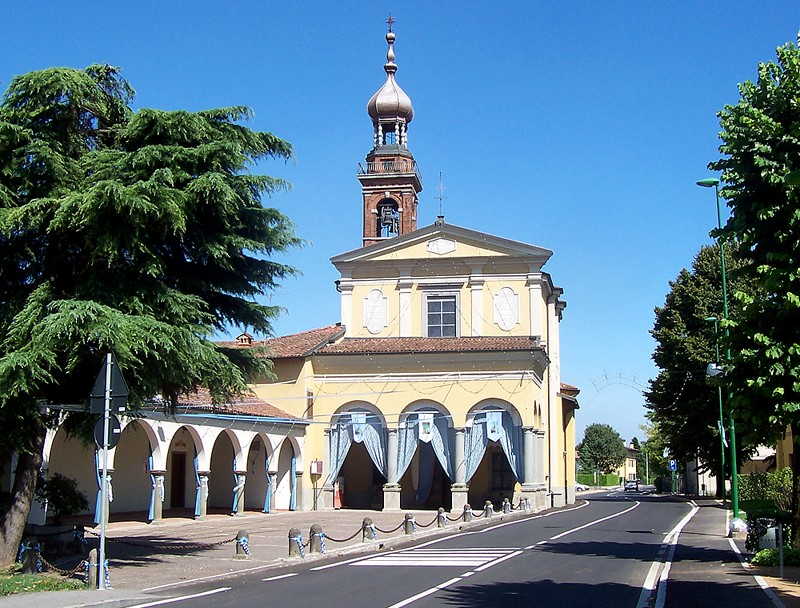
Santuario Madonna della Consolazione
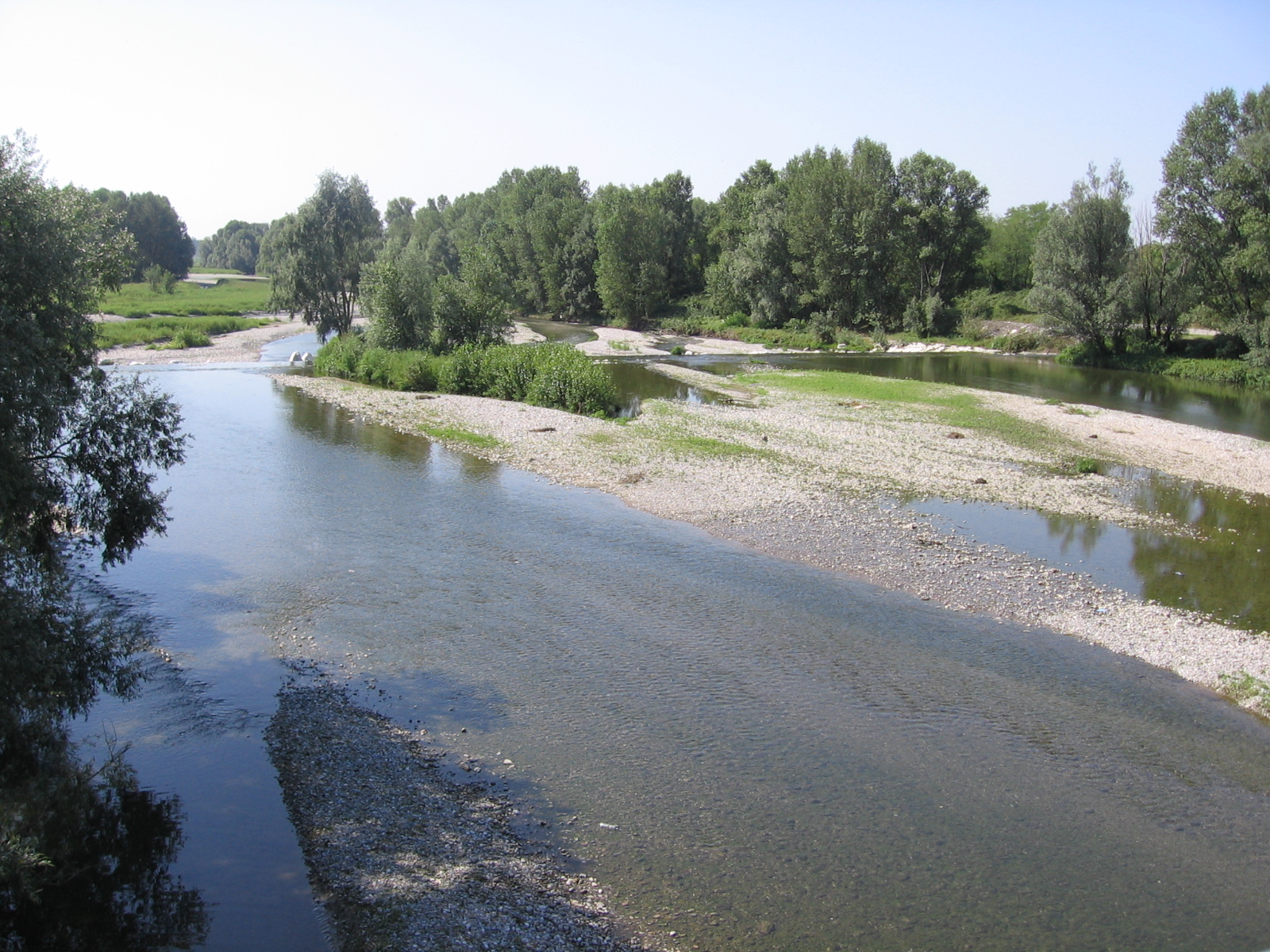
Serio bei Ghisalba